# Julieanne Harris
Pour les articles homonymes, voir Harris.
Julieanne Harris, née en 1953 en Australie, est une joueuse de squash représentant les États-Unis. Elle est championne du Canada en 1984 et 1985.

## Biographie
Julieanne Harris naît en Australie et pratique le tennis avant de commencer le squash à l'âge de vingt-trois ans. Elle vit jusqu'en 1984 à Sydney avant de rencontrer son mari américain et de déménager à San Francisco. Pendant les quatorze années qui suivent, elle enseigne et pratique le squash, remportant cinq titres nationaux américains et les championnats du Canada par deux fois en simple en 1984 et 1985. Elle participe aux championnats du monde 1990.
En 1988, elle déménage dans la région de Philadelphie et depuis, elle dirige l'un des programmes juniors les plus réussis des États-Unis. Neuf de ses joueuses du Philadelphia Cricket Club ont fait partie de l'équipe nationale junior des États-Unis et plusieurs autres ont été championnes nationales en simple et en double. Elle a également été entraîneur à deux reprises de l'équipe féminine junior des États-Unis aux championnats du monde juniors, en Norvège en 1991 et en Malaisie en 1993.
En 2018, elle reçoit l'Achivement Bowl, la plus ancienne des récompenses du squash américain pour récompenser l'ensemble de sa carrière en squash.

## Palmarès

### Titres
- Championnats du Canada : 2 titres (1984, 1985)